# Медаль Мариэтты и Фридриха Торберг

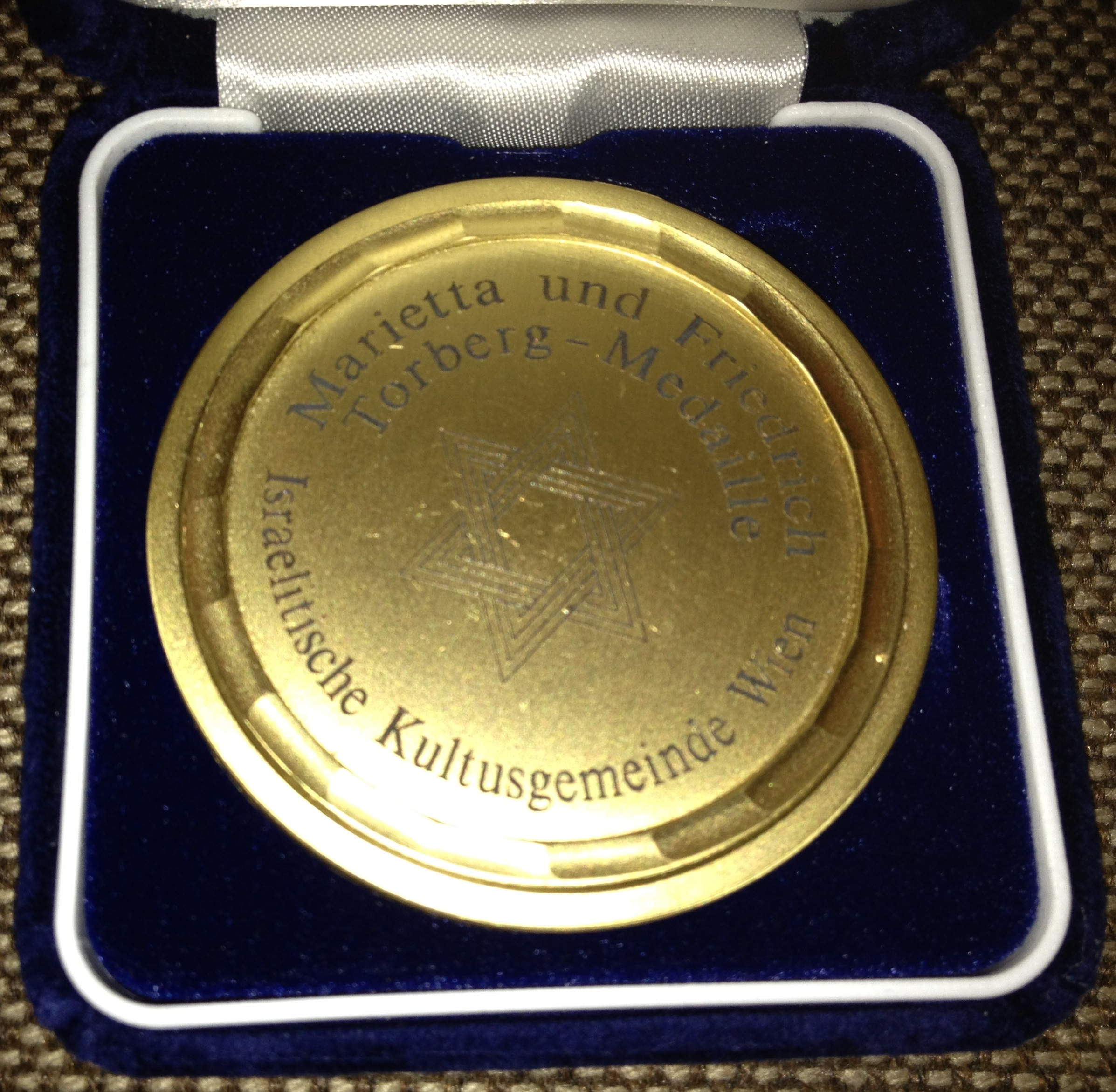
Медаль Мариэтты и Фридриха Торберг

Медаль Мариэтты и Фридриха Торберг(до 2002 года — медаль Фридриха Торберга) вручается в Вене израильской общиной без каких-либо конкретных интервалов отдельным персонам и коллективам, которые активно выступают против антисемитизма, расизма и возрождения национал-социализма.

## Приз
Медаль Мариэтты и Фридриха Торберг посвящается памяти знаменитого писателя, великого гуманиста и нeпримиримого борца против нацизмa и коммунизма, в том числе любой тоталитарной идеологии. Награда соответствует волеизъявлению Торберга — сохранить воспоминание о том погибшем еврейском народе, который так значительно повлиял на облик этого города. Медаль Мариэтты и Фридриха Торберг вручается непримиримым борцам, выступающим за открытую, динамичную и жизнеутверждающую демократию в Австрии; тем, кто выступает против повторения прошлого, против его забвения. 

## Лауреаты и награждающие
1987
- Петер Хюмер (Панеги́рик: Андре Хеллер)

1990 
- Зигфрид Грубер Выходит и Герман Райтмайер (панегирик: Питер Рабль)

1995 
- Ученики и коллекти́в преподава́телей Гимназии Фризгассе (Gymnasium Friesgasse) (Панеги́рик: Пауль Хаим Айзенберг)

1997 
- Йозеф Брукаль (Панеги́рик: Каспар Айнем)

1999 
- Примавера Грубер, Кете Крац, Ханс Дитсауер, Вернер Роттер, Карин Шён, Георг Шёнфельд
- Хуберт Штайнер (Панеги́рик: Франц Враницкий)

2000
- Хубертус Чернин (Панегирик: Эмиль Цукеркандль)
- Гертрауд Кнолль (Панегирик: Франц Враницкий)
- Вернер Вогт (Панегирик: Михай Шаранг)

2001
- Йоахим Ридл (Панегирик: Кристиан Брандштеттер)
- Ханс Раушер (Панегирик: Герхард Рот)
- Марианне Енигл (Панегирик: Михайл Хубенсторф)
- Гюнтер Тракслер (Панегирик: Барбара Куденхоф-Калерги)

2002
- Тереция Штойситс (Панегирик: Рудолф Шолтен)
- Людвиг Адамович (Панегирик: Клеменс Яблонер)
- Вольфганг Петрич (Панегирик: Якоб Финци)

2003
- Уте Бок (Панегирик: Гелмут Шюллер)
- Хайнц Качниг (Панегирик: Асмус Финцен)
- Александер Потика (Панегирик: Роберт Шиндел)

2005
- Валтрауд Класниц (Панегирик: Ханс Раушер)
- Клеменс Яблонер (Панегирик: Георг Шпрингер)
- Волфганг Нойгебауер (Панегирик: Курт Шолц)

2007
Октября
- Ева Блимлингер (Панегирик: Тереция Штойсиц)
- Ида Ольга Хёфлер (Панегирик: Ели Розен)

Ноябрь
- Герхард Рот (Панегирик: Даниел Карим)

2008
- Георг Хабер (Панегирик: Ариел Муцикант)

2010
- Лена, Франциска и Франц Мюлнер (Панегирик: Китти Шротт)
- Мартина Енцманн (Панегирик: Томас Тренклер)
- Вернер Сулцгрубер (Панегирик: Изабелла Сидл)

2011
- Томас Хаффнер (Панегирик: Маркус Купферблум)
- Герхард Цатлокал (Панегирик: Клаудиа Лашан)

2012
Март
- Гелмут Науснер (Панегирик: Мартин Эггле)

Май
- Клеменс Геллсберг (Панегирик: Зубин Мета)
- Вольфганг Шюц (Панегирик: Арнольд Поллак)
- [1]

Ноябрь
- Андреас Майзлингер (Панегирик: Антон Пелинка и приветствие: Владислав Бартошевский)
- Ханнес Пориас (Панегирик: Вилли Вайс)

2013
- Кристиан Керн (Панегирик: Ханс Петер Хазелштайнер)

2015
- Карел Шварценберг